# آيت قمرة
آيت قمرة، هي جماعة ترابية تابعة لإقليم الحسيمة ضمن جهة طنجة تطوان الحسيمة بالمغرب. بلغ مجموع عدد سكان آيت قمرة  حسب إحصاءات 2004 حوالي 6742 نسمة يعيشون في 1200 أسرة.